# Comarum salesovianum
Comarum salesovianum är en rosväxtart som först beskrevs av Christian Friedrich Stephan, och fick sitt nu gällande namn av Paul Friedrich August Ascherson och Graebn.. Comarum salesovianum ingår i släktet kråkklövrar, och familjen rosväxter. Inga underarter finns listade i Catalogue of Life.